# Miembeni SC
Der Miembeni Sport Club ist ein  sansibarischer Fußballverein. Er trägt seine Heimspiele im 15.000 Zuschauer fassenden Amaan Stadium aus.
Der Verein wurde 1945 gegründet und ist einer der erfolgreichsten des Landes. Sie konnten dreimal die Premier League gewinnen, sowie dreimal den Nyerere Cup. Auch im Mapinduzi Cup gelangen ihnen bisher 2 Erfolge. Durch diese Erfolge konnte sich der Verein mehrmals für die afrikanischen Wettbewerbe qualifizieren, erreichte 1986 und 1987 die zweite Runde, was der bisher größten Erfolg darstellt.

## Statistik in den CAF-Wettbewerben
| Wettbewerb                    | Runde    | Gegner               | Hinspiel | Rückspiel           |  |
| ----------------------------- | -------- | -------------------- | -------- | ------------------- |  |
|                               |          |                      |          |                     |  |
| African Cup Winners’ Cup 1986 | 1. Runde | AS Fortior Mahajanga | 2:2 (A)  | 1:0 (H)             |  |
| African Cup Winners’ Cup 1986 | 2. Runde | Power Dynamos        | 1:1 (H)  | 0:5 (A)             |  |
| African Cup Winners’ Cup 1987 | 1. Runde | Highlanders FC       | 0:1 (A)  | 1:0 (H) (4:2 n. E.) |  |
| African Cup Winners’ Cup 1987 | 2. Runde | Vital’O FC           | 0:1 (H)  | 1:3 (A)             |  |
| African Cup Winners’ Cup 1988 | 1. Runde | BTM Antananarivo     | 1:3 (A)  | 0:0 (H)             |  |
| CAF Champions League 2008     | Vorrunde | Mamelodi Sundowns    | 0:1 (H)  | 0:4 (A)             |  |
| CAF Champions League 2009     | Vorrunde | Monomotapa United FC | 0:2 (A)  | 2:1 (H)             |  |
| CAF Confederation Cup 2010    | Vorrunde | Petrojet FC          | 2:2 (H)  | 0:2 (A)             |  |